# Joaquín Campana
Joaquín Campana (San Carlos, 24 de mayo de 1773 - Buenos Aires, 12 de septiembre de 1847) fue un abogado y político rioplatense nacido en la Banda Oriental (actual Uruguay) y radicado en la provincia de Buenos Aires. En 1811 dirigió la Junta Grande de gobierno de las Provincias Unidas del Río de la Plata.

## Biografía

### Primeros años
Era hijo de un inmigrante irlandés, y se recibió de abogado en la Universidad de Córdoba, radicándose en Buenos Aires. Durante la primera de las invasiones inglesas combatió en las calles a órdenes de Martín de Álzaga, a quien apoyó en el cabildo abierto que consiguió la suspensión del virrey Rafael de Sobremonte. Se enroló en el regimiento de Patricios, con los que luchó en la Defensa en 1807.

### Revolución Rioplatense
Durante la Revolución de Mayo fue secretario de Cornelio Saavedra, de tendencia populista y se enemistó con el grupo de Mariano Moreno, de tendencia "jacobino-pre-unitaria", a quienes acusaba de tiránicos. Reunió un grupo de agitadores contrarios al grupo de Moreno, con los cuales organizó una manifestación contra el control de sus rivales sobre el gobierno.

### Jornada del 5 y 6 de abril
La revuelta se inició la noche anterior al 6 de abril de 1811, dirigida por el alcalde de barrio Tomás Grigera, un quintero. Los hombres de las "orillas" de la ciudad (llamados "orilleros") inundaron el centro de la ciudad. Al día siguiente recibió el apoyo de la mayor parte de los regimientos de Buenos Aires, y presentó un petitorio a la Junta Grande.
El gobierno accedió al petitorio y deportó a distintos puntos del interior a los morenistas Miguel de Azcuénaga, Gervasio Posadas, Nicolás Rodríguez Peña, Juan Larrea, Hipólito Vieytes, Domingo French y Antonio Luis Beruti. Campana fue nombrado secretario de la Junta, que fue dominada por él, por Saavedra y por los diputados del interior.

### Gobierno
Durante su gobierno se aplacaron las políticas extremistas del grupo de Moreno y se mantuvo una posición moderada y socialmente conservadora; se disminuyeron las relaciones con Gran Bretaña. Su influencia duró hasta septiembre, en que comenzaron a gravitar las organizaciones contrarias, apoyadas por el Reino Unido de Gran Bretaña que logró la disolución de la Junta Grande y la formación del Primer Triunvirato. Desde entonces, los porteños comenzaron a derribar y cambiar los gobiernos sin consultar a las provincias; así comenzaba a formarse el partido unitario.

### Últimos Años
Campana fue confinado a San Antonio de Areco, donde vivió algunos años. La Asamblea del Año XIII decretó una amnistía general, de la que solo fueron excluidos Saavedra y Campana. Recuperó la libertad tras la caída del dictador unitario Carlos María de Alvear, en 1815. Poco antes había publicado un Manual del Agricultor, posiblemente escrito por su amigo Grigera.
En 1829 se mudó al nuevo Estado Oriental del Uruguay, donde fue elegido senador por varios años, y luego miembro del Superior Tribunal de Justicia.

## Homenaje
Una calle de la ciudad de Buenos Aires lleva el nombre Campana en su honor
El nombre de la ciudad de Campana (Buenos Aires) es interpretado en ocasiones como homenaje a Joaquín Campana, aunque es el nombre de un antiguo propietario de las tierras donde se fundó el pueblo, Francisco Álvarez Campana.